# Cmentarz ewangelicki w Starych Paprockich Holendrach
Cmentarz ewangelicki w Starych Paprockich Holendrach – nieczynny cmentarz ewangelicko-augsburski (parafia we Władysławowie) zlokalizowany we wsi Stare Paprockie Holendry (powiat koniński, województwo wielkopolskie).

## Historia i architektura
Nekropolia o powierzchni 0,18 hektara leży kilkadziesiąt metrów na południe od lokalnej drogi z Głodna do drogi krajowej nr 92 (obok jest plac zabaw). Położony jest na terenie płaskim i ma rzut kwadratu. Nie posiada ogrodzenia i nie ma czytelnych kwater. 
Minimum od drugiej połowy XVIII wieku wieś przynależała do parafii ewangelickiej we Władysławowie i być może już wtedy istniał tutaj cmentarz. Ludność ewangelicka (osadnicy olęderscy z terenów Śląska i Czech) stanowili około połowy mieszkańców miejscowości. W 1936 istniała tu siedziba kantoratu władysławowskiej parafii.
Na cmentarzu zachowało się około trzydzieści nagrobków. Jeden z nich jest stosunkowo masywny, wykonany z cegły i otynkowany. Ma formę krzyża. Zachowane w inskrypcjach nazwiska, to: Fandrich, Rach, Nehring, Nering, Truschke, Kuhn i Heck. Dwa z nagrobków zachowały szczątki tzw. porcelanek z portretami zmarłych. Najstarszym zachowanym nagrobkiem jest pochodzący z 1914 (Bertha Rach). Czytelne zapisy na nagrobkach dotyczą też: Julianny i Augusta Lange (1921), Alwine Schnell (1933), Emila Hertela (1940) i niezidentyfikowane z 1921 i 1922. Pochówki były dokonywane do co najmniej 1958. 20 kwietnia 1993 cmentarz wpisano do rejestru zabytków. W latach 2017–2018 nekropolię uporządkowano (członkowie Stowarzyszenia Frydhof i mieszkańcy wsi). Usunięto wówczas samosiew z poszytu, m.in. krzewy bzu, śnieguliczki oraz młode dęby.
Obecnie cmentarzem opiekuje się parafia ewangelicko-augsburska w Koninie.
Od 2021 cmentarz wpisany jest do rejestru zabytków województwa wielkopolskiego (decyzja nr 487/228 z 20.04.1993)